# Варшавский трактат (1772)
Варшавский трактат 1772 года — международный договор, заключённый польским королём и сеймом с Российской империей, Королевством Пруссия и Австрийской империей в Варшаве и узаконивший Первый раздел Речи Посполитой, проведённый этими державами.
Когда Россия подавила и уничтожила Барскую конфедерацию в Польше, а Русско-турецкая война близилась к счастливому окончанию, король Пруссии Фридрих II, опасаясь резкого усиления российского могущества благодаря победам над Османской империей и полному преобладанию российского влияния в Польше, составил план раздела последней, причём Россия получила бы вознаграждение за турецкую войну в польских землях, а Пруссия и Австрия должны были также получить часть последних. Он успел склонить к этому плану Австрию и Россию. Три двора заключили между собою союз и заняли своими войсками: Пруссия — восточную, или королевскую, Пруссию, Австрия — Галицию и часть Подолии, Россия — Белоруссию.
Вслед за тем созван был в Польше сейм, маршалом или президентом которого стал, получая 3000 червонцев месячного жалованья от союзных держав, князь Адам Понинский. Сейм вынужден был решать дела по большинству голосов; протестовавшие члены сейма, не шедшие на подкуп, были исключены, остальные вынуждены назначить делегацию, которая должна была заключить трактат с союзниками об уступке им занятых ими земель. Это было исполнено, и заключенный трактат был утверждён сеймом. Россия получила 2200 кв. миль и около 1500000 жителей, Австрия — 1600 кв. миль и 2500000 жителей, Пруссия — 700 кв. миль с 900000 жителей, оставив, однако, Польше Данциг и Торн.
Участвовавшие в разделе державы гарантировали Польше неприкосновенность остальных её владений, а Россия, сверх того, обязалась охранять установленное в ней правление, упрочивая таким образом своё влияния в Польше. Вызванный политикой Пруссии трактат ей и принёс наибольшие выгоды, но поляки считали главной виновницей его Россию, и это увеличивало желание их сбросить русское влияние.